# ISO 3166-2:JO
ISO 3166-2:JO is een ISO-standaard met betrekking tot de zogenaamde geocodes. Het is een subset van de ISO 3166-2 tabel, die specifiek betrekking heeft op Jordanië.
De gegevens werden tot op 27 november 2015 geüpdatet op het ISO Online Browsing Platform (OBP). Hier worden 12 gouvernementen  -  governorate (en) / gouvernorat (fr) / muḩāfaz̧ah (ar) - gedefinieerd.
Volgens de eerste set, ISO 3166-1, staat JO voor Jordanië, het tweede gedeelte is een tweeletterige code.

## Codes
| Code  | Naam       |
| ----- | ---------- |
| JO-AJ | ‘Ajlūn     |
| JO-AQ | Al ‘Aqabah |
| JO-AM | Al ‘A̅şimah |
| JO-BA | Al Balqā’  |
| JO-KA | Al Karak   |
| JO-MA | Al Mafraq  |
| JO-AT | Aţ Ţafīlah |
| JO-AZ | Az Zarqā'  |
| JO-IR | Irbid      |
| JO-JA | Jarash     |
| JO-MN | Ma‘ān      |
| JO-MD | Mādabā     |